# Jan Dirk van Ketwich Verschuur (1939-1988)
Jan Dirk van Ketwich Verschuur (Den Haag, 21 september 1939 – Wageningen, 31 oktober 1988) was een Nederlands burgemeester. Hij was lid van D'66.

## Levensloop
Hij kreeg zijn opleiding aan een gymnasium in Groningen en ging vervolgens rechten studeren aan Universiteit Leiden. Hij was werkzaam als jurist bij gemeente Enschede. Daarvoor was hij al vanaf 1965 attaché bij het Europees Hof van Justitie in Luxemburg. Hij werd referendaris bij het kabinet van de burgemeester van Amsterdam onder Ivo Samkalden (1968-1972), voor hij eind 1972 op 33-jarige leeftijd benoemd werd tot burgemeester van Breukelen. Hij was de eerste D'66-burgemeester van Nederland. Eerst in 1976 volgde in de persoon van Arnold Martini (burgemeester van Landsmeer) de tweede.
In maart 1979 werd Van Ketwich Verschuur benoemd tot burgemeester van Wageningen. Op 1 april 1979 volgde hij gedeputeerde Otto Willem Arnold van Verschuer op, die tijdelijk de functie van de plots overleden Jacob van Huis had waargenomen.  Van Ketwich was nog in functie toen hij in 1988 onverwacht op 49-jarige leeftijd aan longembolie met uitzaaiingen in het Gelderse Vallei-ziekenhuis te Wageningen overleed. Hij was er kort tevoren opgenomen. Hij werd in 1989 opgevolgd door zijn partijgenoot Michel Jager.

## Familie
Jan Dirk van Ketwich Verschuur is de zoon van Catharina Johanna Rink  en Frank Willem van Ketwich Verschuur, die van 1947 tot 1974 burgemeester van de Groningse gemeente Haren was. Zelf was hij getrouwd met Carin Rambonnet. Dochter Heleen van Ketwich Verschuur stapte weliswaar niet in de voetsporen van haar vader, maar werd wel bestuurder van allerlei organisaties.